# Walter Lerche (Jurist)
Walter Lerche (* 7. Oktober 1901 in Vorsfelde, Landkreis Helmstedt; † 26. Dezember 1962 in Wolfenbüttel) war ein promovierter Jurist und Richter. Er wurde Vorsitzender des Sondergerichts Braunschweig und nach 1945 Oberlandeskirchenrat und später zum zweiten Präsidenten der Generalsynode der Vereinigten Evangelisch-Lutherischen Kirche Deutschlands gewählt.

## Leben bis 1945
Der Sohn des Landgerichtsrats August Lerche war im Jahre 1919 bei der Niederschlagung der Braunschweiger Räteregierung als Mitglied des Freikorps Maercker beteiligt. Er studierte Rechtswissenschaft und legte 1922 und 1926 die beiden Staatsexamen ab. Anschließend fand er im Mai 1931 eine Anstellung beim Braunschweiger Land- und Amtsgericht und trat zum 1. Mai 1933 in die NSDAP ein (Mitgliedsnummer 2.802.029). Er war Mitglied im Rechtswahrerbund und zeitweise in der SA. Zwischen 1935 und 1937 war er Blockwalter der NSV. Nach einer Beförderung zum Landgerichtsdirektor im Jahre 1937 wurde er im Januar 1944 zum Vorsitzenden des Braunschweiger Sondergerichts ernannt, dessen stellvertretender Vorsitzender er seit 1939 war. Trotz Parteizugehörigkeit war Lerche seit 1940 Mitglied des Kirchenvorstandes der Braunschweiger St.-Magni-Gemeinde. Sein Bruder war der Pastor Rudolf Lerche aus Gebhardshagen.
Er war als Vorsitzender des Sondergerichts maßgeblich an der Verurteilung der 19-jährigen Erna Wazinski beteiligt, die durch eine Denunziation wegen angeblicher Plünderei nach dem Bombenangriff auf Braunschweig am 15. Oktober 1944 zum Tode verurteilt wurde. Dieser Fall beschäftigte die Braunschweiger Gerichte bis zum März 1991, als dieses Urteil aufgehoben wurde. Nach neuester Forschung war Lerche nachweislich an 59 Todesurteilen des Sondergerichts Braunschweig beteiligt.

## Nach 1945
Am 2. Mai 1945 wurde Lerche durch die britische Militärregierung entlassen und am 16. September 1946 aus dem Justizdienst entfernt. 1946 wurde er zum Mitglied des Rechtsausschusses der Evangelisch-Lutherischen Landeskirche in Braunschweig gewählt, stieg im Juli 1951 zum Oberlandeskirchenrat auf, gehörte ab 1957 dem Kollegium des Landeskirchenamts an und wurde in der Amtszeit der 1. Generalsynode von 1949 bis 1954 zum 2. Vizepräsidenten der Generalsynode der Vereinigten Evangelisch-lutherischen Kirche Deutschlands gewählt.

## Schriften
- Der Begriff des Forstdiebstahls in den deutschen Einzelstaaten und die Möglichkeit einer einheitlichen Reichsregelung. (= Dissertation, Universität Göttingen) Göttingen 1928, OCLC 71893666.
- Lehrplan für weibliche Berufsschulen, ländliche Berufsschulen für Mädchen, Hauswirtschaftsschulen Nach dem minist. Richtlinien bearb. Zickfeldt, Osterwieck/Harz / Berlin 1939, OCLC 72215838.

## Filme
- Gerolf Karwath: Hitlers Eliten nach 1945. Teil 4: Juristen – Freispruch in eigener Sache. Regie: Holger Hillesheim. SWR 2002.